# K-휴머노이드 연합
K-휴머노이드 연합은 정부와 학계, 로봇 제조기업 50여 곳으로 구성된 휴머노이드 로봇 연구·개발 연합체로, 2025년 4월 출범하였다.

## 개요
미국과 중국의 휴머노이드 로봇에 대한 투자 규모가 급성장하자, 정부는 휴머노이드 생태계의 역량 결집이 필요하다고 보고 K-휴머노이드 연합 조직을 기획하였다.
2025년 4월 10일, 산업통상자원부는 서울 더플라자호텔에서 K-휴머노이드 연합 출범식을 열었다. 행사에는 안덕근 장관과 유홍림 서울대학교 총장 등이 참석하였으며, 인공지능(AI) 로봇 전문가와 삼성전자 자회사로 편입된 레인보우로보틱스·홀리데이로보틱스 등 대한민국의 로봇 제조기업, LG전자와 두산로보틱스 등 대기업 계열사들이 연합에 대거 참여하였다.
"휴머노이드는 2025년 15억 달러에서 2035년 380억 달러로 10년내 25배 성장이 기대되고 우리 제조업의 미래 경쟁력과 직결되어 있다. 휴머노이드 최강국을 위해 산·학·연이 어렵게 뜻을 모아준 만큼 산업부에서도 최선을 다해 K-휴머노이드 연합을 지원하겠다."
 — 안덕근 장관
6월 27일, K-휴머노이드 연합은 서울대학교에서 연합 창립총회를 개최, 장병탁 서울대 AI연구원장을 위원장으로, 위원장을 포함한 33인의 전문가·기업대표 등이 총괄위원회 위원으로 위촉하였다. 총괄위원회에서는 국제전자제품박람회(CES 2026) 참가가 결정되었다.

## 역할

### 로봇 AI 모델 개발
서울대학교 AI연구소·한국과학기술원(KAIST)·연세대학교·고려대학교 등의 연구진 협업으로 2028년까지 로봇에 장착될 공용 AI모델을 개발할 계획으로, 로봇의 뇌에 해당하는 AI 모듈을 개발함으로써 이를 물리적으로 구현하는 피지컬 AI와 연계하겠다는 구상이다. 연합에 속한 로봇 제조사와 부품사는 로봇의 데이터를 다시 연구진에 제공해 도울 계획이다. 산자부는 또한, 기업들이 휴머노이드 전용 반도체와 배터리를 개발하는 것을 지원하기로 하였다.

### 하드웨어 개발
K-휴머노이드 연합은 2028년까지 20 kg 이상의 물체를 들 수 있고 무게 60 kg이하, 관절 개수 50개 이상, 이동 속도 초속 2.5 m이상의 상용 휴머노이드 로봇을 자체개발 또는 협력사업을 통하여 개발할 예정이다.

### 반도체·배터리 개발
반도체 기업인 리벨리온과 딥엑스(DEEPX), 배터리 3사(SK온·LG엔솔·삼성SDI) 등 분야별 전문기업이 참여하며, 온디바이스용 AI 반도체 개발을 위한 대규모 R&D 사업이 산자부 주도로 추진될 예정이다.

### 기업·인력 양성
산자부는 2025년 내로 휴머노이드 펀드를 출시할 계획이다. 또한, 서울대·KAIST 등 국내 주요 20개 대학을 연합에 참여시켜 학부생들이 연합에서 진행되는 주요 프로젝트에 직·간접적으로 참여할 기회를 제공함으로써 우수 인재를 양성할 예정이다.

## 구조
|  |  |  |  |         |         |         |         |         |         |  |  |            |            |            |            | 총괄위원회 | 총괄위원회 | 총괄위원회 | 총괄위원회 | 총괄위원회 | 총괄위원회 |            |            |            |            | 지원기관 | 지원기관 | 지원기관     | 지원기관     | 지원기관     | 지원기관     |              |              |  |  |              |              |              |              |              |              |  |  |             |             |             |             |             |             |  |  |
|  |  |  |  |         |         |         |         |         |         |  |  |            |            |            |            | 총괄위원회 | 총괄위원회 | 총괄위원회 | 총괄위원회 | 총괄위원회 | 총괄위원회 |            |            |            |            | 지원기관 | 지원기관 | 지원기관     | 지원기관     | 지원기관     | 지원기관     |              |              |  |  |              |              |              |              |              |              |  |  |             |             |             |             |             |             |  |  |
|  |  |  |  |         |         |         |         |         |         |  |  |            |            |            |            |            |            |            |            |            |            |            |            |            |            |          |          |              |              |              |              |              |              |  |  |              |              |              |              |              |              |  |  |             |             |             |             |             |             |  |  |
|  |  |  |  |         |         |         |         |         |         |  |  |            |            |            |            |            |            |            |            |            |            |            |            |            |            |          |          |              |              |              |              |              |              |  |  |              |              |              |              |              |              |  |  |             |             |             |             |             |             |  |  |
|  |  |  |  | AI 개발 | AI 개발 | AI 개발 | AI 개발 | AI 개발 | AI 개발 |  |  | 로봇제조사 | 로봇제조사 | 로봇제조사 | 로봇제조사 | 로봇제조사 | 로봇제조사 |            |            | 로봇부품사 | 로봇부품사 | 로봇부품사 | 로봇부품사 | 로봇부품사 | 로봇부품사 |          |          | 로봇수요기업 | 로봇수요기업 | 로봇수요기업 | 로봇수요기업 | 로봇수요기업 | 로봇수요기업 |  |  | 대학인재연합 | 대학인재연합 | 대학인재연합 | 대학인재연합 | 대학인재연합 | 대학인재연합 |  |  | 연구·전문가 | 연구·전문가 | 연구·전문가 | 연구·전문가 | 연구·전문가 | 연구·전문가 |  |  |

### 기업
- 홀리데이로보틱스 (로봇)
- 레인보우로보틱스 (로봇)
- 두산로보틱스 (로봇)
- 에이로봇 (로봇)
- 에이엘로봇 (로봇)
- 원익로보틱스 (로봇)
- 위로보틱스 (로봇)
- 블루로빈 (로봇)
- 로브로스 (로봇)
- 엔젤로보틱스 (로봇)
- 뉴로메카 (로봇)
- 에이딘로보틱스 (로봇)
- 로보티즈 (로봇)
- HD현대로보틱스 (로봇)
- LG전자 (전기·전자)
- 리벨리온 (반도체)
- 딥엑스 (반도체)
- SK온 (배터리)
- LG에너지솔루션 (배터리)
- 삼성SDI (배터리)
- 테솔로 (부품)
- 페러데이다이나믹스 (부품)
- 코모텍 (부품)
- SBB테크 (부품)
- 삼성디스플레이 (수요)
- HD현대미포 (수요)
- 삼성중공업 (수요)
- CJ대한통운 (수요)
- 포스코이앤씨 (수요)
- 포스코홀딩스 (수요)

### 전문가 소속 대학
- 서울대학교
- 부산대학교
- 포항공과대학교
- 한국과학기술원
- 고려대학교
- 서강대학교
- 연세대학교
- 광주과학기술원
- 한양대학교